# Tafraoui
Tafraoui (em árabe: طفراوي) é uma comuna localizada na província de Orã, Argélia. De acordo com o censo de 2009, a população total da cidade era de 12 679 habitantes.